# フランクフルト音楽・舞台芸術大学
フランクフルト音楽・舞台芸術大学（英語: Frankfurt University of Music and Performing Arts、公用語表記: ドイツ語: Hochschule für Musik und Darstellende Kunst Frankfurt am Main）は、ドイツフランクフルト・アム・マインに本部を置くドイツの芸術大学。1878年創立、1878年大学設置。大学の略称はホッホ音楽院。
音楽部門、演劇部門、舞踊部門を置く。

## 沿革
1878年9月22日、フランクフルト市民ヨーゼフ・ホッホの遺志により寄付された遺産で、ホッホ音楽院が開設する。1938年、この音楽院から派生する形でヘッセン州立の大学が設立され、現在に至る。

## 現在
学部は三部に分かれる。
- FB1　職業教育（Ausbildung)－演奏、指揮、指導者（器楽、声楽）養成、教会音楽、古楽
- FB2　教職課程（Lehramt）と作曲
- FB3　舞台芸術（Darstellende Kunst）－声楽、演出、演劇、古典とコンテンポラリー・ダンス

このほかに、ピアノのための室内楽・リート伴奏、コレペティートル養成のコースや、クロンベルク・アカデミー、アンサンブルモデルン・アカデミーといった外部教育機関との提携、また舞台芸術部門においては、ヘッセン・テアーターアカデミー（Hessische Theaterakademie）との提携があり、学外での機会を得ている。

## ホッホ音楽院
ホッホ音楽院は、設立当時から年齢の制限なく子供も大人も学べる音楽学校であった。著名人も多く集い、大きな発展を遂げていたこの音楽院も、例に漏れずナチスによるグライヒシャルトゥング(Gleichschaltung)に従うことになる。その後、州立の大学への転換を命じられ、適当な人員、校舎、楽器や楽譜は、新しい大学に持ち込まれた。
その後のこの音楽院は、独自に発展を続け、早期教育の場、大学に入る準備をする予備校、また子供から大人まで誰もが音楽を学べる場とし、「音楽教室」と「大学」の間に位置する一教育機関として、長い伝統を守っている。

## 著名人

### ホッホ音楽院設立から大学設立まで
ヨアヒム・ラフ、クララ・シューマン、
エンゲルベルト・フンパーディンク、
フーゴ・ベッカー、
ハンス・プフィッツナー、
パウル・ヒンデミット、
ハンス・ロスバウト、
オットー・クレンペラー

### 近年
タベア・ツィンマーマン、
クリストフ・プレガルディエン、
ハルトムート・ヘル（Hartmut Höll)、
クラウス・キューンル （de:Claus Kühnl)、
ヘルムート・リリング、
マリー＝ルイーズ・ノイネッカー（Marie Luise Neunecker）、
ミヒャエル・ザンデルリング、ハンス・ツェンダー